# Villa Park (Illinois)
Villa Park is een plaats (village) in de Amerikaanse staat Illinois, en valt bestuurlijk gezien onder DuPage County.

## Demografie
Bij de volkstelling in 2000 werd het aantal inwoners vastgesteld op 22.075. In 2006 is het aantal inwoners door het United States Census Bureau geschat op 22.528, een stijging van 453 (2,1%).

## Geografie
Volgens het United States Census Bureau beslaat de plaats een oppervlakte van 12,2 km², geheel bestaande uit land.

## Plaatsen in de nabije omgeving
De onderstaande figuur toont nabijgelegen plaatsen in een straal van 8 km rond Villa Park.